# Lista telefonów marki Sony
Lista telefonów marki Sony – lista wyprodukowany telefonów komórkowych przez firmę Sony Mobile Communications, wydawane pod szyldami Sony (do 2001 i od 2011) oraz Sony Ericsson (w latach 2001–2011).

## Pierwsze modele wydane pod marką Sony
| model       | wprowadzenie na rynek | wymiary (mm)  | masa  | maksymalny czas czuwania maksymalny czas rozmów | pasmo    | tryb wiadomości | dodatkowe informacje | źródło |
| ----------- | --------------------- | ------------- | ----- | ----------------------------------------------- | -------- | --------------- | --- | ------ |
| CM-DX1000   | 1996                  | 150 x 46 x 34 | 236 g | 72 godz. 600 min                                | 900      | SMS             | – | [ 1 ]  |
| CMD Z1 plus | 1997                  | 98 x 60 x 26  | 195 g | 50 godz. 480 min (8 godz.)                      | 900      | SMS             | wyświetlacz monochromatyczny 97 x 32 piksele, 5 linii wyświetlacz i przyciski podświetlane na zielono wysuwana antena rozkładany mikrofon na wysięgniku | [ 2 ]  |
| CM-DX2000   | 1997                  | 147 x 46 x 27 | 185 g | 100 godz. 600 min                               | 900      | SMS             | – | [ 3 ]  |
| CMD C-1     | 1999                  | 139 x 45 x 26 | 109 g | 77 godz. 240 min                                | 900      | SMS             | – | [ 4 ]  |
| CMD CD-5    | 2000                  | 139 x 45 x 26 | 139 g | 180 godz. 240 min                               | 900/1800 | SMS             | – | [ 5 ]  |
| CMD J-5     | 2000                  | 144 x 46 x 19 | 85 g  | 150 godz. 360 min                               | 900/1800 | SMS             | – | [ 6 ]  |
| CMD-Z5      | 2000                  | 88 x 49 x 21  | 82 g  | 90 godz. 220 min.                               | 900/1800 | SMS             | posiada automatyczną sekretarkę | [ 7 ]  |
| CMD J-6     | 2001                  | 141 x 43 x 19 | 82 g  | 150 godz. 360 min                               | 900/1800 | SMS             | – | [ 8 ]  |
| CMD J-7     | 2001                  | 113 x 45 x 22 | 92 g  | 330 godz. 200 min                               | 900/1800 | SMS EMS         | – | [ 9 ]  |
| CMD J-70    | 2001                  | 113 x 45 x 22 | 92 g  | 330 godz. 530 min                               | 900/1800 | SMS EMS         | – | [ 10 ] |

## Modele wyprodukowane pod marką Sony Ericsson

### 2002
| model | wymiary (mm)     | masa  | maksymalny czas czuwania maksymalny czas rozmów | pasmo                    | tryb wiadomości | aparat cyfrowy      | dodatkowe informacje     | źródło |
| ----- | ---------------- | ----- | ----------------------------------------------- | ------------------------ | --------------- | ------------------- | ------------------------ | ------ |
| P800  | 59 x 117 x 27    | 158 g | 400 godz. 780 min                               | 900/1800                 | SMS             | T                   | używa systemu Symbian OS | [ 11 ] |
| T68i  | 100 x 48 x 20    | 84 g  | 390 godz. 290 min                               | 900/1800/1900            | SMS             | (osobne akcesorium) | –                        | [ 12 ] |
| T100  | 99 x 17,7 x 43,5 | 75 g  | 200 godz. 270 min                               | 900/1800                 | SMS EMS         | N                   | –                        | [ 13 ] |
| T200  | 105 x 48 x 22    | 85 g  | 220 godz. 780 min                               | 900/1800                 | SMS EMS         | N                   | –                        | [ 14 ] |
| T300  | 48 × 106 × 22    | 101 g | 400 godz. 660 min                               | 900/1800/1900            | SMS EMS         | N                   | –                        | [ 15 ] |
| T600  | 92 x 41 x 20     | 63 g  | 180 godz. 300 min                               | 850/900/1800/ /1900/UTMS | SMS EMS         | N                   | –                        | [ 16 ] |

### 2003
| model | wymiary (mm)     | masa   | maksymalny czas czuwania maksymalny czas rozmów | pasmo         | pamięć | tryb wiadomości | aparat cyfrowy | dodatkowe informacje     | źródło |
| ----- | ---------------- | ------ | ----------------------------------------------- | ------------- | ------ | --------------- | -------------- | ------------------------ | ------ |
| P900  | 115 x 59 x 25    | 150 g  | 480 godz. 960 min                               | 900/1800/1900 | 16 MB  | SMS MMS EMS     | T              | używa systemu Symbian OS | [ 17 ] |
| P900i | 115 x 57 x 24    | 150 g  | 480 godz. 960 min                               | 900/1800/1900 | 32 MB  | SMS MMS EMS     | 0,3 Mpx        | używa systemu Symbian OS | [ 18 ] |
| T230  | 109 x 44,9 x 10  | 79 g   | 275 godz. 450 min                               | 900/1800      | 0,4 MB | SMS MMS EMS     | T              | –                        | [ 19 ] |
| T310  | 104 x 49 x 20    | 97 g   | 400 godz. 660 min                               | 900/1800/1900 | ?      | SMS MMS EMS     | N              | –                        | [ 20 ] |
| T608  | 106 × 48 x 19    | 99 g   | 264 godz. 210 min                               | 900/1800/1900 | ?      | SMS MMS EMS     | T              | –                        | [ 21 ] |
| T610  | 102 x 44 x 19    | 95 g   | 315 godz. 660 min                               | 900/1800/1900 | 2 MB   | SMS MMS EMS     | T              | –                        | [ 22 ] |
| T630  | 102 x 43 x 17    | 92,5 g | 300 godz. 540 min                               | 900/1800/1900 | 2 MB   | SMS MMS EMS     | T              | –                        | [ 23 ] |
| Z200  | 96 x 25 x 52     | 98 g   | 200 godz. 270 min                               | 900/1800/1900 | ?      | SMS             | N              | –                        | [ 24 ] |
| Z1010 | 98,5 x 54,5 x 29 | 144 g  | 450 godz. 240 min                               | 900/1800      | 32 MB  | SMS MMS EMS     | 0,3 Mpx        | –                        | [ 25 ] |
| Z600  | 90 x 48 x 27     | 110 g  | 300 godz. 360 min                               | 900/1800/1900 | 1,5 MB | SMS MMS EMS     | 0,1 Mpx        | –                        | [ 26 ] |

### 2004
| model | wymiary (mm)       | masa  | maksymalny czas czuwania maksymalny czas rozmów | pasmo             | pamięć | tryb wiadomości | aparat cyfrowy | dodatkowe informacje     | źródło |
| ----- | ------------------ | ----- | ----------------------------------------------- | ----------------- | ------ | --------------- | -------------- | ------------------------ | ------ |
| F500i | 102 x 46 x 14      | 88 g  | 300 godz. 420 min                               | 900/1800/1900     | 12 MB  | SMS MMS EMS     | 0,3 Mpx        | –                        | [ 27 ] |
| J200i | 101 x 43 x 19      | 74 g  | 200 godz. 210 min                               | 900/1800/1900     | 600 kB | SMS EMS         | N              | –                        | [ 28 ] |
| K300  | 100 x 19 x 45      | 85 g  | 300 godz. 420 min                               | 850/900/1800/1900 | 12 MB  | SMS MMS EMS     | 0,3 Mpx        | –                        | [ 29 ] |
| K300i | 99,9 x 45,2 x 19,4 | 85 g  | 300 godz. 420 min                               | 900/1800/1900     | 12 MB  | SMS MMS EMS     | 0,3 Mpx        | –                        | [ 30 ] |
| K500i | 102 x 46 x 14      | 88 g  | 300 godz. 420 min                               | 900/1800/1900     | 12 MB  | SMS MMS EMS     | N              | –                        | [ 31 ] |
| K508i | 103 x 45,5 x 19,5  | 88 g  | 300 godz. 420 min                               | 900/1800/1900     | 12 MB  | SMS MMS EMS     | T              | –                        | [ 32 ] |
| K700i | 99 x 46,5 x 19,5   | 93 g  | 300 godz. 480 min                               | 900/1800/1900     | 41 MB  | SMS MMS EMS     | 0,31 Mpx       | –                        | [ 33 ] |
| P910i | 115 x 58 x 26      | 150 g | 400 godz. 480 min                               | 900/1800/1900     | 64 MB  | SMS MMS EMS     | 0,3 Mpx        | używa systemu Symbian OS | [ 34 ] |
| S700  | 107 x 24 x 49      | 137 g | 300 godz. 420 min                               | 900/1800/1900     | 32 MB  | SMS MMS EMS     | 1,3 Mpx        | –                        | [ 35 ] |
| S700i | 108 x 49 x 24,5    | 137 g | 300 godz. 420 min                               | 900/1800/1900     | 32 MB  | SMS MMS EMS     | T              | –                        | [ 36 ] |
| T290i | 101,5 x 43,9 x 19  | 79 g  | 300 godz. 720 min                               | 900/1800          | 0,4 MB | SMS MMS EMS     | N              | –                        | [ 37 ] |

### 2005
| model | wymiary (mm)     | masa   | maksymalny czas czuwania maksymalny czas rozmów | pasmo                       | pamięć | tryb wiadomości | aparat cyfrowy | dodatkowe informacje                                                    | źródło |
| ----- | ---------------- | ------ | ----------------------------------------------- | --------------------------- | ------ | --------------- | -------------- | ----------------------------------------------------------------------- | ------ |
| D750i | 100 x 46 x 20,5  | 99 g   | 400 godz. 540 min                               | 900/1800/1900               | 34 MB  | SMS MMS EMS     | 2 Mpx          | - posiada obudowę podobną do W800i - dostępny w sieciach T-Mobile i Era | [ 38 ] |
| J210i | 101 x 43 x 19    | 74 g   | 200 godz. 270 min                               | 900/1800/1900               | 0,6 MB | SMS MMS EMS     | N              | –                                                                       | [ 39 ] |
| J230i | 102 x 44 x 18    | 84,5 g | 280 godz. 360 min                               | 900/1800                    | 0,5 MB | SMS MMS EMS     | N              | –                                                                       | [ 40 ] |
| J300i | 100 x 45 x 19    | 85 g   | 300 godz. 420 min                               | 900/1800/1900               | 12 MB  | SMS MMS EMS     | N              | –                                                                       | [ 41 ] |
| K600i | 104 x 45 x 19    | 105 g  | 370 godz. 495 min                               | 900/1800/1900               | 33 MB  | SMS MMS EMS     | 1,3 Mpx        | –                                                                       | [ 42 ] |
| K608i | 105 x 45 x 19    | 100 g  | 350 godz. 495 min                               | GSM 900/1800/1900 UMTS 2100 | 32 MB  | SMS MMS EMS     | 1,3 Mpx        | –                                                                       | [ 43 ] |
| K750i | 100 x 46 x 20    | 99 g   | 400 godz. 540 min                               | 900/1800/1900               | 38 MB  | SMS MMS EMS     | 2 Mpx          | –                                                                       | [ 44 ] |
| S600  | 47 x 93 x 23     | 121 g  | 200 godz. 360 min                               | 850/900/1800/ /1900/UMTS    | 64 MB  | SMS MMS EMS     | T              | –                                                                       | [ 45 ] |
| V600i | 104 x 45 x 19    | 102 g  | 370 godz. 495 min                               | 900/1800/1900               | 32 MB  | SMS MMS EMS     | 1,3 Mpx        | - inna nazwa – Nanami - dostępny tylko w sieci Vodafone                 | [ 46 ] |
| V800  | 102 x 49 x 24    | 128 g  | 240 godz. 600 min                               | 900/1800/1900               | 7 MB   | SMS MMS EMS     | 1,3 Mpx        | - inna nazwa – Violetta - dostępny tylko w sieci Vodafone               | [ 47 ] |
| W550i | 93 x 22,5 x 46,5 | 120 g  | 400 godz. 510 min                               | 900/1800/1900               | 256 MB | SMS MMS EMS     | 1,3 Mpx        | –                                                                       | [ 48 ] |
| W800  | 46 x 100 x 21    | 99 g   | 400 godz. 540 min                               | 850/900/1800/ /1900/UTMS    | 34 MB  | SMS MMS EMS     | T              | –                                                                       | [ 49 ] |
| W800i | 100 x 46 x 20,5  | 99 g   | 400 godz. 540 min                               | 900/1800/1900               | 34 MB  | SMS MMS EMS     | 2 Mpx          | –                                                                       | [ 50 ] |
| Z520i | 83 x 46 x 24     | 94 g   | 400 godz. 520 min                               | 850/900/1800/1900           | 16 MB  | SMS MMS EMS     | 0,3 Mpx        | - inna nazwa: Zoe                                                       | [ 51 ] |
| Z800i | 102 × 49 x 24    | 128 g  | 240 godz. 600 min                               | 900/1800/1900/WCDMA         | 6 MB   | SMS MMS EMS     | 1,3 Mpx        | - inna nazwa: Vicky                                                     | [ 52 ] |

### 2006
| model | wymiary (mm)    | masa  | maksymalny czas czuwania maksymalny czas rozmów | pasmo                        | pamięć  | aparat cyfrowy | dodatkowe informacje                       | źródło |
| ----- | --------------- | ----- | ----------------------------------------------- | ---------------------------- | ------- | -------------- | ------------------------------------------ | ------ |
| J100i | 44 × 99,9 x 18  | 70 g  | 300 godz. 480 min                               | 900/1800                     | ?       | N              | - brak możliwości wysyłania wiadomości MMS | [ 53 ] |
| K310i | 101 x 44 x 17   | 82 g  | 360 godz. 420 min                               | 900/1800/1900                | 16 MB   | 0,3 Mpx        | –                                          | [ 54 ] |
| K320i | 101 x 44 x 18   | 82 g  | 360 godz. 420 min                               | 900/1800/1900                | 15 MB   | 0,3 Mpx        | –                                          | [ 55 ] |
| K510i | 101 x 44 x 17   | 90 g  | 360 godz. 360 min                               | 900/1800/1900                | 28 MB   | 1,3 Mpx        | –                                          | [ 56 ] |
| K610i | 102 x 45 x 17   | 89 g  | 350 godz. 420 min                               | 900/1800/1900                | 16 MB   | 2 Mpx          | –                                          | [ 57 ] |
| K618i | 102 x 45 x 17   | 89 g  | 350 godz. 420 min                               | 900/1800/1900                | 16 MB   | 2 Mpx          | –                                          | [ 58 ] |
| K800i | 106 x 47 x 22   | 115 g | 350 godz. 420 min                               | GSM 900/1800/1900 UMTS 2100  | 64 MB   | 3,2 Mpx        | –                                          | [ 59 ] |
| M600  | 105 x 54 x 15   | 112 g | 340 godz. 450 min                               | GSM 900/1800/1900 UMTS 2100  | 80 MB   | N              | używa systemu Symbian OS                   | [ 60 ] |
| P990i | 114 x 57 x 25   | 155 g | 400 godz. 540 min                               | GSM 900/1800/1900 UMTS 2100  | 80 MB   | 2 Mpx          | używa systemu Symbian OS                   | [ 61 ] |
| V630i | 102 x 46 x 17   | 91 g  | 420 godz. 350 min                               | GSM 900, 1800, 1900 WCDMA    | 10 MB   | 2 Mpx          | –                                          | [ 62 ] |
| W300  | 90 x 47 × 24    | 94 g  | 400 godz. 570 min                               | GSM 850/900/ /1800/1900/UTMS | 20 MB   | 0,3 Mpx        | –                                          | [ 63 ] |
| W300i | 90 x 47 x 24    | 93 g  | 400 godz. 630 min                               | 850/900/1800/1900            | 20 MB   | 0,3 Mpx        | - inna nazwa: Jing                         | [ 64 ] |
| W700i | 100 x 205 x 46  | 99 g  | 400 godz. 540 min                               | 900/1800/1900                | 34 MB   | 2 Mpx          | –                                          | [ 65 ] |
| W710i | 88 x 48 x 25    | 101 g | 350 godz. 600 min                               | 900/1800/1900                | 10 MB   | 2 Mpx          | - inna nazwa: Charlotte                    | [ 66 ] |
| W810  | 100 x 19,5 x 46 | 99 g  | 350 godz. 540 min                               | 850/900/1800/1900            | 20 MB   | 2 Mpx          | –                                          | [ 67 ] |
| W810i | 100 x 19,5 x 46 | 99 g  | 350 godz. 540 min                               | 850/900/1800/1900            | 20 MB   | 2 Mpx          | –                                          | [ 68 ] |
| W850i | 98 x 47 x 21    | 116 g | 350 godz. 420 min                               | 900/1800/1900/2100           | 16 MB   | 2 Mpx          | –                                          | [ 69 ] |
| W900i | 109 x 24 x 49   | 148 g | 370 godz. 504 min                               | 900/1800/1900                | 470 MB  | 2 Mpx          | - inna nazwa: Sakura                       | [ 70 ] |
| W950i | 106 × 54 x 15   | 112 g | 340 godz. 450 min                               | 900/1800/1900                | 4 GB    | N              | używa systemu Symbian OS                   | [ 71 ] |
| Z300  | 85,5 x 23 x 45  | 91 g  | 250 godz. 330 min                               | 900/1800/1900                | 0,65 MB | N              | –                                          | [ 72 ] |
| Z530  | 47 x 90 x 24    | 93 g  | 400 godz. 540 min                               | 900/1800/1900                | 25 MB   | 0,3 Mpx        | –                                          | [ 73 ] |
| Z550  | 88 × 45 x 21    | 93 g  | 320 godz. 330 min                               | 900/1800/1900                | 25 MB   | 1,3 Mpx        | –                                          | [ 74 ] |
| Z710i | 88 × 48 × 25    | 101 g | 400 godz. 540 min                               | 850/900/1800/1900            | 10 MB   | 2 Mpx          | –                                          | [ 75 ] |

### 2007
| model | wymiary (mm)    | masa  | maksymalny czas czuwania maksymalny czas rozmów | pasmo                                    | pamięć | aparat cyfrowy | dodatkowe informacje     | źródło |
| ----- | --------------- | ----- | ----------------------------------------------- | ---------------------------------------- | ------ | -------------- | ------------------------ | ------ |
| K200i | 103 x 46 x 16   | 82 g  | 300 godz. 480 min                               | 900/1800                                 | 2 MB   | 0,3 Mpx        | –                        | [ 76 ] |
| K220i | 103 x 46 x 16   | 82 g  | 300 godz. 480 min                               | 850/900/1800/1900                        | 2 MB   | 0,3 Mpx        | –                        | [ 77 ] |
| K530i | 102 x 46 x 14   | 92 g  | 395 godz. 540 min                               | 900/1800/1900                            | ?      | 2 Mpx          | –                        | [ 78 ] |
| K550i | 102 x 46 x 14   | 95 g  | 350 godz. 420 min                               | 850/900/1800/1900                        | 64 MB  | 2 Mpx          | inna nazwa: Li           | [ 79 ] |
| K630i | 103 x 47 x 15   | 97 g  | 300 godz. 540 min                               | 900/1800/1900                            | 32 MB  | 2 Mpx          | –                        | [ 80 ] |
| K770i | 105 × 47 × 14   | 95 g  | 400 godz. 600 min                               | 900/1800/1900 UMTS 2100                  | 16 MB  | 3,2 Mpx        | –                        | [ 81 ] |
| K810i | 48 × 106 x 17   | 103 g | 400 godz. 600 min                               | 900/1800/1900/UMTS                       | 64 MB  | 3,2 Mpx        | –                        | [ 82 ] |
| K850i | 102 x 48 x 17   | 118 g | 350 godz. 210 min                               | GSM 850/900/1800/1900 UMTS 850/1900/2100 | 40 MB  | 5 Mpix         | –                        | [ 83 ] |
| P1i   | 106 x 55 x 17   | 124 g | 440 godz. 600 min                               | 900/1800/1900/UMTS                       | 256 MB | 3,2 Mpx        | używa systemu Symbian OS | [ 84 ] |
| S500i | 99 x 47 x 14    | 94 g  | 370 godz. 540 min                               | 850/900/1800/1900                        | 12 MB  | 2 Mpx          | –                        | [ 85 ] |
| W200i | 101 × 44 × 18   | 85 g  | 300 godz. 420 min                               | 900/1800/1900                            | 27 MB  | 0,33 Mpx       | –                        | [ 86 ] |
| W580i | 99 x 47 x 14    | 94 g  | 370 godz. 540 min                               | 850/900/1800/1900                        | 12 MB  | 2 Mpx          | –                        | [ 87 ] |
| W610i | 102 x 46 x 14   | 93 g  | 350 godz. 420 min                               | 850/900/1800/1900                        | 71 MB  | 2 Mpx          | –                        | [ 88 ] |
| W660i | 102 x 46 x 14,5 | 93 g  | 360 godz. 360 min                               | 900/1800/1900                            | 16 MB  | 2 Mpx          | –                        | [ 89 ] |
| W880i | 103 x 46 x 9    | 71 g  | 425 godz. 390 min                               | 900/1800/1900                            | 17 MB  | 2 Mpx          | – - inna nazwa: Al       | [ 90 ] |
| W960i | 109 x 55 x 16   | 119 g | 370 godz. 540 min                               | 850/900/1800/1900                        | 160 MB | 3,2 Mpx        | używa systemu Symbian OS | [ 91 ] |

### 2008
| model     | wymiary (mm)     | masa    | maksymalny czas czuwania maksymalny czas rozmów | pasmo                                    | pamięć                        | aparat cyfrowy | dodatkowe informacje                              | źródło  |
| --------- | ---------------- | ------- | ----------------------------------------------- | ---------------------------------------- | ----------------------------- | -------------- | ------------------------------------------------- | ------- |
| C702      | 106 x 48 x 16    | 105 g   | 300 godz. 420 min                               | 850/900/1800/ /1900/WCDMA                | 160 MB                        | 3,2 Mpx        | - inna nazwa: Ning                                | [ 92 ]  |
| C902      | 108 x 49 x 11    | 106,9 g | 400 godz. 420 min                               | 850/900/1800/ /1900/WCDMA                | 180 MB                        | 5 Mpx          | –                                                 | [ 93 ]  |
| C905      | 104 x 49 x 18    | 136 g   | 380 godz. 360 min                               | 850/900/1800/1900                        | 160 MB                        | 8,1 Mpx        | –                                                 | [ 94 ]  |
| F305      | 96 x 47 x 14,6   | 97,5 g  | 700 godz. 480 min                               | 850/900/1800/1900                        | 10 MB                         | 2 Mpx          | –                                                 | [ 95 ]  |
| G502      | 109 x 46 x 13,5  | 83,5 g  | 340 godz. 600 min                               | 900/1800/1900                            | 32 MB                         | 2 Mpx          | –                                                 | [ 96 ]  |
| G700      | 106 x 49 x 13    | 99 g    | 380 godz. 720 min                               | 850/900/1800/ /1900/WCDMA                | 160 MB                        | 3,2 Mpx        | używa systemu Symbian OS                          | [ 97 ]  |
| G705      | 95 × 47 x 14,5   | 98 g    | 400 godz. 600 min                               | 850/900/1800/1900                        | 120 MB                        | 3,2 Mpx        | –                                                 | [ 98 ]  |
| G900      | 106 x 49 x 13    | 99 g    | 380 godz. 720 min                               | 850/900/1800/ /1900/WCDMA                | 160 MB                        | 5 Mpx          | używa systemu Symbian OS                          | [ 99 ]  |
| K660i     | 104 x 47 x 15    | 95 g    | 330 godz. 310 min                               | HSDPA UMTS 2100 GSM 850/900/1800/1900    | 32 MB                         | 2 Mpx          | –                                                 | [ 100 ] |
| R300i     | 101 x 46 x 12    | 75 g    | 400 godz. 540 min                               | 900/1800/1900                            | 8 MB                          | 0,3 Mpx        | - inna nazwa: Lei                                 | [ 101 ] |
| R306i     | 101 x 46 x 12    | 93 g    | 410 godz. 90 min                                | 900/1800/1900                            | 5 MB                          | 1,3 Mpx        | –                                                 | [ 102 ] |
| T700      | 48 x 104 x 10    | 78 g    | 370 godz. 570 min                               | 850/900/1800/1900                        | 25 MB                         | 3,2 Mpx        | –                                                 | [ 103 ] |
| W302      | 46 x 100 x 10,5  | 78 g    | 300 godz. 420 min                               | 850/900/1800/1900                        | 20 MB                         | 2 Mpx          | –                                                 | [ 104 ] |
| W380i     | 92 × 49 × 16     | 100 g   | 300 godz. 420 min                               | 850/900/1800/1900                        | 14 MB                         | 1,3 Mpx        | –                                                 | [ 105 ] |
| W595      | 100 x 47 x 14,1  | 104 g   | 385 godz. 540 min                               | 850/900/1800/1900                        | 40 MB                         | 3,2 Mpx        | –                                                 | [ 106 ] |
| W760i     | 103 x 48 x 15    | 103 g   | 400 godz. 540 min                               | 850/900/1800/1900                        | 40 MB                         | 3,2 Mpx        | - inna nazwa: Deena                               | [ 107 ] |
| W890i     | 104 x 47 x 10    | 78 g    | 360 godz. 570 min                               | 850/900/1800/1900                        | 28 MB                         | 3,2 Mpx        | –                                                 | [ 108 ] |
| W910i     | 99,5 x 50 x 12,5 | 86 g    | 350 godz. 540 min                               | 900/1800/1900                            | 35 MB                         | 2 Mpx          | –                                                 | [ 109 ] |
| Xperia X1 | 53 x 110 x 17    | 145 g   | 580 godz. 600 min                               | GSM 850/900/1800/1900 UMTS 900/1900/2100 | wbudowana 400 MB RAM - 256 MB | 3,2 Mpx        | - produkowany przez firmę HTC - inna nazwa: Venus | [ 110 ] |
| T280i     | 100 x 45 x 13    | 82 g    | 300 godz. 420 min.                              | GSM 900/1800/1900                        | 10 MB                         | 1.3 Mpx        | inna nazwa: Angelina                              | [ 111 ] |

### 2009
| model     | wymiary (mm)     | masa   | maksymalny czas czuwania maksymalny czas rozmów | pasmo                                             | pamięć                         | aparat cyfrowy          | dodatkowe informacje                    | źródło  |
| --------- | ---------------- | ------ | ----------------------------------------------- | ------------------------------------------------- | ------------------------------ | ----------------------- | --------------------------------------- | ------- |
| Satio     | 112 x 55 x 13    | 126 g  | 360 godz. 660 min                               | GSM GPRS/EDGE 850/900/ /1800/1900 UMTS HSDPA 2100 | 128 MB                         | 12 Mpx                  | - inne nazwy: Idou, U1, Kokoro          | [ 112 ] |
| Aino      | 104 x 50 x 15,5  | 134 g  | 380 godz. 710 min                               | 850/900/1800/1900                                 | 148 MB                         | 8,1 Mpx                 | - inne nazwy: U10, Sara                 | [ 113 ] |
| Yari      | 100 × 48 × 15,7  | 115 g  | 450 godz. 600 min                               | 850/900/1800/1900                                 | 60 MB                          | 5 Mpx                   | - inne nazwy: Kita, U100i, U100a, Frida | [ 114 ] |
| Jalou     | 73 x 45 x 18,2   | 84 g   | 350 godz. 420 min                               | 850/900/1800/1900/2100                            | 100 MB                         | 3,2 Mpx                 | –                                       | [ 115 ] |
| Naite     | 108 x 47 x 12,6  | 84 g   | 380 godz. 580 min.                              | GSM 850/900/1800/1900 UMTS 2100                   | 100 MB                         | tył 2 Mpx, prz. 0,3 Mpx | inne nazwy: Ling, J105                  | [ 116 ] |
| C510      | 107 x 47 x 12,5  | 92 g   | 400 godz. 600 min                               | 900/1800/1900/2100                                | 100 MB                         | 3,2 Mpx                 | –                                       | [ 117 ] |
| C901      | 105 x 45 x 13    | 107 g  | 430 godz. 570 min                               | 900/1800/1900/2100                                | 110 MB                         | 5 Mpx                   | –                                       | [ 118 ] |
| C903      | 97 x 49 × 16     | 96 g   | 400 godz. 600 min                               | 850/900/1800/1900                                 | 105 MB                         | 5 Mpx                   | –                                       | [ 119 ] |
| T715      | 91,5 x 48 x 14,9 | 96,5 g | 400 godz. 600 min.                              | GSM 850/900/1800/1900 UMTS 2100                   | 90 MB                          | tył 3,2 Mpx             | inna nazwa: Alma                        | [ 120 ] |
| W715      | 95 × 47,5 × 14,3 | 98 g   | 400 godz. 600 min                               | GSM 850/900/1800/ /1900/UMTS 2100                 | 70 MB                          | 3,2 Mpx                 | –                                       | [ 121 ] |
| W995      | 49 × 97 × 15     | 113 g  | 370 godz. 540 min                               | GSM 850/900/1800/ /1900/UMTS 2100 WCDMA           | 118 MB                         | 8 Mpx                   | –                                       | [ 122 ] |
| W205      | 92 x 47 x 16,4   | 96 g   | 425 godz. 540 min.                              | GSM 900/1800                                      | 5 MB                           | 1,3 Mpx                 | –                                       | [ 123 ] |
| W508      | 93,5 x 50 x 14   | 98 g   | 400 godz. 600 min.                              | GSM 850/900/1800/1900 UMTS 2100                   | 100 MB                         | 3,2 Mpx                 | inna nazwa: Brittany                    | [ 124 ] |
| Xperia X2 | 110 x 54 x 16    | 155 g  | 500/640 godz. 600/300 min                       | GSM 850/900/1800/900, UMTS 900/1900/2100          | wbudowana 512 MB, RAM - 288 MB | 8,1 Mpx                 | inna nazwa: Vulcan                      | [ 125 ] |

### 2010
| model           | wymiary (mm)       | masa  | maksymalny czas czuwania maksymalny czas rozmów | procesor                                                                     | pasmo                                        | pamięć              | aparat cyfrowy | dodatkowe informacje                                                                 | źródło  |
| --------------- | ------------------ | ----- | ----------------------------------------------- | ---------------------------------------------------------------------------- | -------------------------------------------- | ------------------- | -------------- | ------------------------------------------------------------------------------------ | ------- |
| Xperia X8       | 99x54x15           | 104 g | 446 godz. 285 min                               | Qualcomm MSM7227 600 Mhz                                                     | GSM 850/900/1800/1900 UMTS 850/900/1900/2100 | 256 MB              | 3,15 Mpx       | –                                                                                    | [ 126 ] |
| Xperia X10      | 119 × 63 × 13      | 135 g | 600 godz. 415 min                               | Qualcomm QSD8250 1 Ghz                                                       | GSM 850/900/1800/1900 UMTS 850/900/1900/2100 | 1 GB                | 8,1 Mpx        | –                                                                                    | [ 127 ] |
| Xperia X10 Mini | 90 x 52 x 17       | 120 g | 360 godz. 240 min                               | Qualcomm MSM7227 600 Mhz                                                     | GSM 850/900/1800/1900 UMTS 900/2100          | 128 MB              | 5 Mpx          | –                                                                                    | [ 128 ] |
| Vivaz           | 107 x 52,17 x 12,5 | 97 g  | 430 godz. 780 min                               | ARM Cortex A8 720 Mhz                                                        | GSM 850/900/1800/1900                        | 75 MB               | 8 Mpx          | - inne nazwy: Kurara, U5, U5i, U5a                                                   | [ 129 ] |
| Hazel           | 102,5 x 49,5 x 16  | 120 g | 430 godz. 600 min                               | ARM11 337 Mhz                                                                | GSM 850/900/1800/1900                        | 280 MB              | 5 Mpx          | telefon identyczny technicznie z modelem Elm (z wyjątkiem wyświetlacza)              | [ 131 ] |
| Zylo            | 103 x 52 x 16      | 115 g | 403 godz. 210 min.                              | DB3350 (ARM)                                                                 | GSM 850/900/1800/1900                        | 260 MB              | 3,2 Mpx        | - telefon z serii Walkman - inne nazwy: W20i, Tao                                    | [ 132 ] |
| Yendo           | 93.5 x 52 x 15.8   | 81 g  | 400 godz. 240 min.                              | ARM9 156 Mhz                                                                 | GSM 900/1800                                 | 5 MB                | 2 Mpx          | - telefon z serii Walkman, posiada ekran dotykowy - inne nazwy: W150, W150i, Teacake | [ 133 ] |
| Spiro           | 95 x 48 x 16.75    | 90 g  | 476 godz. 270 min.                              | bd.                                                                          | GSM 900/1800                                 | 5 MB                | 2 Mpx          | - telefon z serii Walkman - inne nazwy: W100, Samba                                  | [ 134 ] |
| Elm             | 110 x 45 x 14      | 90 g  | 446 godz. 240/600 min.                          | ARM11 337 Mhz                                                                | GSM 850/900/1800/1900 UMTS 900/2100          | 280 MB              | 5 Mpx          | - inne nazwy: J10, Susan                                                             | [ 135 ] |
| Aspen           | 117 x 60 x 12.45   | 130 g | 560/500 godz. 390/450 min.                      | Qualcomm MSM7227 (Snapdragon S1) jednordzeniowy 600 Mhz z grafiką Adreno 200 | GSM/850/900/1800/1900 UMTS 2100              | 100 MB RAM - 256 MB | 3,2 Mpx        | inne nazwy: Faith, M1i działa na systemie Windows Mobile 6.5.3                       | ,       |

### 2011
| model             | wymiary (mm)       | masa  | maksymalny czas czuwania maksymalny czas rozmów | procesor                                                                      | pamięć                         | aparat cyfrowy           | dodatkowe informacje                                                              | źródło  |
| ----------------- | ------------------ | ----- | ----------------------------------------------- | ----------------------------------------------------------------------------- | ------------------------------ | ------------------------ | --------------------------------------------------------------------------------- | ------- |
| Xperia Arc        | 125 × 63 × 8,7     | 117 g | 430 godz. 415 min                               | Qualcomm MSM8255 (Snapdragon S2) jednordzeniowy 1 Ghz z grafiką Adreno 205    | wbudowana 1 GB RAM - 512 MB    | tył 8,1 Mpx              | –                                                                                 | [ 138 ] |
| Xperia Play       | 119 x 62 x 16      | 175 g | 425 godz. 500 min                               | Qualcomm MSM8655 (Snapdragon S2) jednordzeniowy 1 Ghz z grafiką Adreno 205    | wbudowana 400 MB RAM - 512 MB  | tył 5 Mpx prz. 0,3 Mpx   | –                                                                                 | [ 139 ] |
| Xperia Neo        | 116 × 57 × 13      | 128 g | 430 godz. 415 min                               | Qualcomm MSM8255 (Snapdragon S2) jednordzeniowy 1 Ghz z grafiką Adreno 205    | wbudowana 320 MB RAM - 512 MB  | tył 8,1 Mpx prz. 0,3 Mpx | - inne nazwy: Halon, Vivaz 2, MT15i, MT15a                                        | [ 140 ] |
| Xperia Pro        | 120 × 57 × 13,5    | 140 g | 430 godz. 415 min                               | Qualcomm MSM8255 (Snapdragon S2) jednordzeniowy 1 Ghz z grafiką Adreno 205    | wbudowana 512 MB RAM - 512 MB  | tył 8,1 Mpx prz. 0,3 Mpx | - inne nazwy: MK16i, MK16a, Iyokan                                                | [ 141 ] |
| Live with Walkman | 106 × 56,5 × 14,2  | 115 g | 600 godz. 855 min                               | Qualcomm MSM8255 (Snapdragon S2) jednordzeniowy 1 Ghz z grafiką Adreno 205    | wbudowana 320 MB RAM - 512 MB  | tył 5 Mpx prz. 0,3 Mpx   | - Znany także jako: Sony Ericsson WT19i                                           | [ 142 ] |
| Xperia Neo V      | 116 x 57 x 16      | 126 g | 430 godz. 415 min                               | Qualcomm MSM8255 (Snapdragon S2) jednordzeniowy 1 Ghz z grafiką Adreno 205    | wbudowana 320 MB RAM - 512 MB  | tył 5 Mpx prz. 0,3 Mpx   | - inne nazwy: MT11i, Haida - telefon wprowadzony jako zamiennik modelu Xperia Neo | [ 143 ] |
| Xperia Arc S      | 125 x 63 x 8,7     | 117 g | 460 godz. 445/455 min.                          | Qualcomm MSM8255T (Snapdragon S2) jednordzeniowy 1.4 Ghz z grafiką Adreno 205 | wbudowana 1 GB RAM - 512 MB    | 8.1 Mpx                  | -                                                                                 | [ 144 ] |
| Xperia mini pro   | 92 x 53 x 18       | 136 g | 331/340 godz. 340/325 min.                      | Qualcomm MSM8255T (Snapdragon S2) jednordzeniowy 1 Ghz z grafiką Adreno 205   | wbudowana 320 MB RAM - 512 MB  | tył 5 Mpx prz. 0,3 mpx   | inne nazwy: Mango, SK17i posiada fizyczną klawiaturę QWERTY                       | [ 145 ] |
| Txt               | 106 x 60 x 14.5    | 95 g  | 416 godz. 192 min.                              | ST-Ericsson PNX4910 jednordzeniowy 250 Mhz                                    | wbudowana 128 MB RAM - 64 MB   | tył 3,2 Mpx              | inne nazwy: CK13i, Mugua posiada fizyczną klawiaturę QWERTY                       | [ 146 ] |
| Mix Walkman       | 95,8 x 52,8 x 14,3 | 88 g  | 465 godz. 580 min.                              | ST-Ericsson PNX4910 jednordzeniowy 250 Mhz                                    | wbudowana 100 MB RAM - 256 MBB | tył 3,2 Mpx              | inne nazwy: WT13i, Shijia                                                         | [ 147 ] |

## Modele wyprodukowane pod szyldem Sony

### 2012
| model       | wymiary (mm)       | masa   | maksymalny czas czuwania maksymalny czas rozmów | wyświetlacz   | procesor                                                                      | pamięć                      | aparat cyfrowy            | dodatkowe informacje       | źródło  |
| ----------- | ------------------ | ------ | ----------------------------------------------- | ------------- | ----------------------------------------------------------------------------- | --------------------------- | ------------------------- | -------------------------- | ------- |
| Xperia J    | 124,3 × 61,2 × 9,2 | 124 g  | 607 godz. 336 min                               | 4" 245 ppi    | Qualcomm MSM7227A (Snapdragon S1) jednordzeniowy 1 Ghz z grafiką Adreno 200   | wbudowana 4 GB RAM - 512 MB | tył 5 Mpx prz. 0,3 Mpx    | - ST26i lub ST26a          | [ 148 ] |
| Xperia S    | 128 × 64 × 10,6    | 144 g  | 450 godz. 450 min                               | 4,3" 342 ppi  | Qualcomm MSM8260 (Snapdragon S3) dwurdzeniowy 1,5 Ghz z grafiką Adreno 220    | wbudowana 32 GB RAM - 1 GB  | tył 12,1 Mpx prz. 1,3 Mpx | –                          | [ 149 ] |
| Xperia U    | 112 x 54 x 12      | 110 g  | 260 godz. 396 min                               | 3,5" 280 ppi  | ST-Ericsson NovaThor U8500 dwurdzeniowy 1 Ghz z grafiką Mali-400 MP           | wbudowana 8 GB RAM - 512 MB | tył 5 Mpx prz. 0,3 Mpx    | - inne nazwy: ST25i, ST25a | [ 150 ] |
| Xperia tipo | 103 x 57 x 13      | 99.4 g | 545 godz. 360 min.                              | 3,2" 180 ppi  | Qualcomm MSM7225A (Snapdragon S1) jednordzeniowy 800 Mhz z grafiką Adreno 200 | wbudowana 4 GB RAM - 512 MB | tył 3,2 Mpx               | inna nazwa: ST21i          | [ 151 ] |
| Xperia ion  | 133 x 68 x 10.8    | 144 g  | 400 godz. 240 min.                              | 4,55" 323 ppi | Qualcomm MSM8260 (Snapdragon S3) dwurdzeniowy 1,5 Ghz z grafiką Adreno 220    | wbudowana 16 GB RAM - 1 GB  | tył 12.1 Mpx prz. 1.3 Mpx | inna nazwa: LT28i          | [ 152 ] |

### 2013
| model          | wymiary (mm)        | masa    | maksymalny czas czuwania maksymalny czas rozmów | wyświetlacz   | procesor                                                                      | pamięć                      | aparat cyfrowy          | dodatkowe informacje   | źródło  |
| -------------- | ------------------- | ------- | ----------------------------------------------- | ------------- | ----------------------------------------------------------------------------- | --------------------------- | ----------------------- | ---------------------- | ------- |
| Xperia Z       | 139 × 71 × 7,9      | 149 g   | 550 godz. 660 min                               | 5" 441 ppi    | Qualcomm APQ8064 (Snapdragon S4) czterordzeniowy 1,5 GHz z grafiką Adreno 320 | wbudowana 16 GB RAM - 2 GB  | tył 13 Mpx prz. 2,2 Mpx | odporność IP57         | [ 153 ] |
| Xperia SP      | 130,6 × 67,1 × 9,98 | 155 g   | 635 godz. 625 min                               | 4,6" 319 ppi  | Qualcomm MSM8960T (Snapdragon S4) dwurdzeniowy 1,7 GHz z grafiką Adreno 320   | wbudowana 8 GB RAM - 1 GB   | tył 8 Mpx prz. 0,3 Mpx  | –                      | [ 154 ] |
| Xperia L       | 128,7 × 65 × 9,7    | 137 g   | 498 godz. 510 min                               | 4,3" 228 ppi  | Qualcomm MSM8230 (Snapdragon S4) dwurdzeniowy 1 GHz z grafiką Adreno 305      | wbudowana 8 GB RAM - 1 GB   | tył 8 Mpx prz. 0,3 Mpx  | inne nazwy:C2105,C2104 | [ 155 ] |
| Xperia Z Ultra | 179,4 x 92,2 x 6,5  | 212 g   | 820 godz. 960 min                               | 6,44" 342 ppi | Qualcomm Snapdragon 800 czterordzeniowy 2,2 GHz z grafiką Adreno 330          | wbudowana 16 GB RAM - 2 GB  | tył 8 Mpx prz. 2 Mpx    | odporność IP58         | [ 156 ] |
| Xperia Z1      | 144 x 74 x 8,5      | 170 g   | 880 godz. 900 min                               | 5" 441 ppi    | Qualcomm Snapdragon 800 czterordzeniowy 2,2 GHz z grafiką Adreno 330          | wbudowana 16 GB RAM - 2 GB  | tył 21 Mpx prz. 2 Mpx   | odporność IP58         | [ 157 ] |
| Xperia E       | 113,5 x 61,8 x 11   | 115,7 g | 530 godz. 312 min                               | 3,5" 165 ppi  | Qualcomm MSM7227A (Snapdragon S1) jednordzeniowy 1 Ghz z grafiką Adreno 200   | wbudowana 4 GB RAM - 512 MB | tył 3,2 Mpx             | inna nazwa: C1504      | [ 158 ] |

### 2014
| model             | wymiary (mm)       | masa  | maksymalny czas czuwania maksymalny czas rozmów | wyświetlacz  | procesor                                                             | pamięć                          | aparat cyfrowy          | dodatkowe informacje | źródło  |
| ----------------- | ------------------ | ----- | ----------------------------------------------- | ------------ | -------------------------------------------------------------------- | ------------------------------- | ----------------------- | -------------------- | ------- |
| Xperia Z1 Compact | 127 x 64,9 x 9,5   | 137 g | 670 godz. 1080 min                              | 4,6" 342 ppi | Qualcomm Snapdragon 800 czterordzeniowy 2,2 GHz z grafiką Adreno 330 | wbudowana 16 GB RAM – 2 GB      | tył 21 Mpx prz. 2 Mpx   | odporność IP58       | [ 159 ] |
| Xperia E1         | 118 x 62,4 x 12    | 120 g | 454 godz. 510 min                               | 4" 233 ppi   | Qualcomm Snapdragon 200 czterordzeniowy 1,2 GHz z grafiką Adreno 302 | wbudowana 4 GB RAM – 0,5 GB     | tył 3 Mpx               | –                    | [ 160 ] |
| Xperia T2 Ultra   | 165,2 x 83,8 x 7,7 | 172 g | 1071 godz. 1140 min                             | 6" 245 ppi   | Qualcomm Snapdragon 400 czterordzeniowy 1,4 GHz z grafiką Adreno 305 | wbudowana 8 GB RAM – 1 GB       | tył 13 Mpx prz. 1,1 Mpx | –                    | [ 161 ] |
| Xperia Z2         | 146,8 x 73,3 x 8,2 | 163 g | 740 godz. 1140 min                              | 5,2" 424 ppi | Qualcomm Snapdragon 801 czterordzeniowy 2,3 GHz z grafiką Adreno 330 | wbudowana 16 GB RAM – 3 GB      | tył 21 Mpx prz. 2,2 Mpx | odporność IP58       | [ 162 ] |
| Xperia M2         | 139,7 x 71,1 x 8,6 | 148 g | 633 godz. 870 min                               | 4,8" 229 ppi | Qualcomm Snapdragon 400 czterordzeniowy 1,2 GHz z grafiką Adreno 305 | wbudowana 8 GB RAM – 1 GB       | tył 8 Mpx prz. 0,3 Mpx  | –                    | [ 163 ] |
| Xperia T3         | 150,7 x 77 x 7     | 148 g | 688 godz. 900 min                               | 5,3" 277 ppi | Qualcomm Snapdragon 400 czterordzeniowy 1,4 GHz z grafiką Adreno 305 | wbudowana 8 GB RAM – 1 GB       | tył 8 Mpx prz. 1,1 Mpx  | –                    | [ 164 ] |
| Xperia Z3         | 146 x 72 x 7,3     | 152 g | 890 godz. 960 min                               | 5,2" 424 ppi | Qualcomm Snapdragon 801 czterordzeniowy 2,5 GHz z grafiką Adreno 330 | wbudowana 16 / 32 GB RAM – 3 GB | tył 21 Mpx prz. 2,2 Mpx | odporność IP68       | [ 165 ] |
| Xperia Z3 Compact | 127,3 x 64,9 x 8,6 | 129 g | 880 godz. 840 min                               | 4,6" 319 ppi | Qualcomm Snapdragon 801 czterordzeniowy 2,5 GHz z grafiką Adreno 330 | wbudowana 16 GB RAM – 2 GB      | tył 21 Mpx prz. 2,2 Mpx | odporność IP68       | [ 166 ] |
| Xperia E3         | 137,7 x 69,4 x 8,5 | 143 g | 706 godz. 735 min                               | 4,5" 218 ppi | Qualcomm Snapdragon 400 czterordzeniowy 1,2 GHz z grafiką Adreno 305 | wbudowana 4 GB RAM – 1 GB       | tył 5 Mpx prz. 0,3 Mpx  | –                    | [ 167 ] |

### 2015
| model             | wymiary (mm)       | masa  | maksymalny czas czuwania maksymalny czas rozmów | wyświetlacz  | procesor                                                                 | pamięć                         | aparat cyfrowy          | dodatkowe informacje | źródło  |
| ----------------- | ------------------ | ----- | ----------------------------------------------- | ------------ | ------------------------------------------------------------------------ | ------------------------------ | ----------------------- | -------------------- | ------- |
| Xperia E4         | 137 x 74,6 x 10,5  | 144 g | 696 godz. 750 min                               | 5" 220 ppi   | Mediatek MT6582 czterordzeniowy 1,3 GHz z grafiką Mali 400 MP2           | wbudowana 8 GB RAM – 1 GB      | tył 5 Mpx prz. 2 Mpx    | –                    | [ 168 ] |
| Xperia E4g        | 133 x 71 x 10,80   | 135 g | 696 godz. 750 min                               | 4,7" 234 ppi | Mediatek MT6732 czterordzeniowy 1,5 GHz z grafiką Mali T760 MP2          | wbudowana 8 GB RAM – 1 GB      | tył 5 Mpx prz. 2 Mpx    | –                    | [ 169 ] |
| Xperia M4 Aqua    | 140,5 x 72,6 x 7,3 | 136 g | 685 godz. 910 min                               | 5" 294 ppi   | Qualcomm Snapdragon 615 ośmiordzeniowy 1,5 GHz z grafiką Adreno 405      | wbudowana 8 / 16 GB RAM – 2 GB | tył 13 Mpx prz. 5 Mpx   | odporność IP68       | [ 170 ] |
| Sony Xperia Z3+   | 146 x 72 x 6,9     | 144 g | 590 godz. 1020 min                              | 5,2" 424 ppi | Qualcomm Snapdragon 810 ośmiordzeniowy 2,0 GHz z grafiką Adreno 430      | wbudowana 32 GB RAM – 3 GB     | tył 21 Mpx prz. 5,1 Mpx | odporność IP68       | [ 171 ] |
| Xperia M5         | 145 x 72 x 7,6     | 142 g | 671 godz. 720 min                               | 5" 441 ppi   | Mediatek MT6795 Helio X10 ośmiordzeniowy 2,0 GHz z grafiką PowerVR G6200 | wbudowana 16 GB RAM – 3 GB     | tył 21 Mpx prz. 13 Mpx  | odporność IP68       | [ 172 ] |
| Sony Xperia Z5    | 146 x 72 x 7,3     | 154 g | 540 godz. 1020 min                              | 5,2" 424 ppi | Qualcomm Snapdragon 810 ośmiordzeniowy 2,0 GHz z grafiką Adreno 430      | wbudowana 32 GB RAM – 3 GB     | tył 23 Mpx prz. 5 Mpx   | odporność IP68       | [ 173 ] |
| Xperia Z5 Compact | 127 x 65 x 8,9     | 138 g | 520 godz. 885 min                               | 4,6" 319 ppi | Qualcomm Snapdragon 810 ośmiordzeniowy 2,0 GHz z grafiką Adreno 430      | wbudowana 32 GB RAM – 2 GB     | tył 23 Mpx prz. 5 Mpx   | odporność IP68       | [ 174 ] |
| Xperia Z5 Premium | 154,4 x 75,8 x 7,8 | 180 g | ? 1230 min                                      | 5,5" 801 ppi | Qualcomm Snapdragon 810 ośmiordzeniowy 2,0 GHz z grafiką Adreno 430      | wbudowana 32 GB RAM – 3 GB     | tył 23 Mpx prz. 5 Mpx   | odporność IP68       | [ 175 ] |

### 2016
| model                | wymiary (mm)       | masa  | maksymalny czas czuwania maksymalny czas rozmów | wyświetlacz  | procesor                                                                 | pamięć                         | aparat cyfrowy         | dodatkowe informacje | źródło  |
| -------------------- | ------------------ | ----- | ----------------------------------------------- | ------------ | ------------------------------------------------------------------------ | ------------------------------ | ---------------------- | -------------------- | ------- |
| Xperia X             | 69,4 x 142,7 x 7,9 | 153 g | ? ?                                             | 5" 441 ppi   | Qualcomm Snapdragon 650 sześciordzeniowy 1,8 GHz z grafiką Adreno 510    | wbudowana 32 / 64GB RAM – 3 GB | tył 23 Mpx prz. 13 Mpx | –                    | [ 176 ] |
| Xperia X Performance | 71,1 x 144,8 x 8,7 | 165 g | ? ?                                             | 5" 441 ppi   | Qualcomm Snapdragon 820 czterordzeniowy 2,15 GHz z grafiką Adreno 530    | wbudowana 32 GB RAM – 3 GB     | tył 23 Mpx prz. 13 Mpx | odporność IP68       | [ 177 ] |
| Xperia XA            | 143,6 x 66,8 x 7,9 | 137 g | ? ?                                             | 5" 294 ppi   | Mediatek MT6795 Helio P10 ośmiordzeniowy 2,0 GHz z grafiką Mali T860 MP2 | wbudowana 16 GB RAM – 2 GB     | tył 13 Mpx prz. 8 Mpx  | –                    | [ 178 ] |
| Xperia XA Ultra      | 79,4 x 164,2 x 8,4 | 202 g | 708 godz. 780 min                               | 6" 367 ppi   | Mediatek MT6795 Helio P10 ośmiordzeniowy 2,0 GHz z grafiką Mali T860 MP2 | wbudowana 16 GB RAM – 3 GB     | tył 21 Mpx prz. 16 Mpx | –                    | [ 179 ] |
| Xperia E5            | 69 x 144 x 8,2     | 147 g | 518 godz. 690 min                               | 5" 294 ppi   | Mediatek MT6735 czterordzeniowy 1,3 GHz z grafiką Mali T720 MP2          | wbudowana 16 GB RAM – 1,5 GB   | tył 13 Mpx prz. 5 Mpx  | –                    | [ 180 ] |
| Xperia XZ            | 146 x 72 x 8,1     | 161 g | 610 godz. 1050 min                              | 5,2" 424 ppi | Qualcomm Snapdragon 820 czterordzeniowy 2,15 GHz z grafiką Adreno 530    | wbudowana 32 GB RAM – 3 GB     | tył 23 Mpx prz. 13 Mpx | odporność IP68       | [ 181 ] |
| Xperia X Compact     | 129 x 65 x 9,5     | 135 g | 750 godz 840 min                                | 4,6" 319 ppi | Qualcomm Snapdragon 650 sześciordzeniowy 1,8 GHz z grafiką Adreno 510    | wbudowana 32 GB RAM – 3 GB     | tył 23 Mpx prz. 5 Mpx  | –                    | [ 182 ] |

### 2017
| model              | wymiary (mm)   | masa  | maksymalny czas czuwania maksymalny czas rozmów | wyświetlacz  | procesor                                                                 | pamięć                              | aparat cyfrowy         | dodatkowe informacje | źródło  |
| ------------------ | -------------- | ----- | ----------------------------------------------- | ------------ | ------------------------------------------------------------------------ | ----------------------------------- | ---------------------- | -------------------- | ------- |
| Xperia XZ Premium  | 156 x 77 x 7,9 | 195 g | ? ?                                             | 5,5" 801 ppi | Qualcomm Snapdragon 835 ośmiordzeniowy 2,45 GHz z grafiką Adreno 540     | wbudowana 64 GB RAM – 4 GB          | tył 19 Mpx prz. 13 Mpx | odporność IP68       | [ 183 ] |
| Xperia XA1         | 145 x 67 x 8   | 143 g | ? ?                                             | 5" 294 ppi   | Mediatek MT6757 Helio P20 ośmiordzeniowy 2,3 GHz z grafiką Mali T880 MP2 | wbudowana 32 GB RAM – 3 GB          | tył 23 Mpx prz. 8 Mpx  | _                    | [ 184 ] |
| Xperia XA1 Ultra   | 165 x 79 x 8,1 | 188 g | ? ?                                             | 6" 367 ppi   | Mediatek MT6757 Helio P20 ośmiordzeniowy 2,3 GHz z grafiką Mali T880 MP2 | wbudowana 64 GB RAM – 4 GB          | tył 23 Mpx prz. 16 Mpx | _                    | [ 185 ] |
| Xperia XZs         | 146 x 72 x 8,1 | 161 g | ? ?                                             | 5,2" 424 ppi | Qualcomm Snapdragon 820 czterordzeniowy 2,15 GHz z grafiką Adreno 530    | wbudowana 32 GB RAM – 4 GB          | tył 19 Mpx prz. 13 Mpx | odporność IP68       | [ 186 ] |
| Xperia L1          | 151 x 74 x 8,7 | 180 g | 387 godz. 773 min                               | 5,5" 267 ppi | Mediatek MT6737T czterordzeniowy 1,45 GHz z grafiką Mali T720 MP2        | wbudowana 16 GB RAM - 2 GB          | tył 13 Mpx prz. 5 Mpx  | _                    | [ 187 ] |
| Xperia XA1 Plus    | 155 x 75 x 8,7 | 190 g | ? ?                                             | 5,5" 401 ppi | Mediatek MT6757 Helio P20 ośmiordzeniowy 2,3 GHz z grafiką Mali T880 MP2 | wbudowana 32 / 64 GB RAM - 3 / 4 GB | tył 23 Mpx prz. 8 Mpx  | _                    | [ 188 ] |
| Xperia XZ1         | 148 x 73 x 7,9 | 156 g | ? ?                                             | 5,2" 424 ppi | Qualcomm Snapdragon 835 ośmiordzeniowy 2,45 GHz z grafiką Adreno 540     | wbudowana 64 GB RAM - 4 GB          | tył 19 Mpx prz. 13 Mpx | odporność IP68       | [ 189 ] |
| Xperia XZ1 Compact | 129 x 65 x 9,3 | 143 g | ? ?                                             | 4,6" 319 ppi | Qualcomm Snapdragon 835 ośmiordzeniowy 2,45 GHz z grafiką Adreno 540     | wbudowana 32 GB RAM - 4 GB          | tył 19 Mpx prz. 8 Mpx  | odporność IP68       | [ 190 ] |

### 2018
| model              | wymiary (mm)    | masa  | maksymalny czas czuwania maksymalny czas rozmów | wyświetlacz  | procesor                                                            | pamięć                              | aparat cyfrowy                  | dodatkowe informacje | źródło  |
| ------------------ | --------------- | ----- | ----------------------------------------------- | ------------ | ------------------------------------------------------------------- | ----------------------------------- | ------------------------------- | -------------------- | ------- |
| Xperia XA2         | 142 x 70 x 9,7  | 171 g | ? ?                                             | 5,2" 424 ppi | Qualcomm Snapdragon 630 ośmiordzeniowy 2,2 Ghz z grafiką Adreno 508 | wbudowana 32 GB RAM - 3 GB          | tył 23 Mpx prz. 8 Mpx           | _                    | [ 191 ] |
| Xperia XA2 Ultra   | 163 x 80 x 9,5  | 221 g | ? ?                                             | 6" 367 ppi   | Qualcomm Snapdragon 630 ośmiordzeniowy 2,2 Ghz z grafiką Adreno 508 | wbudowana 32 / 64 GB RAM - 4 GB     | tył 23 Mpx prz. 16 Mpx / 8 Mpx  | _                    | [ 192 ] |
| Xperia L2          | 150 x 78 x 9,8  | 178 g | ? ?                                             | 5,5" 267 ppi | Mediatek MT6737T czterordzeniowy 1,5 Ghz z grafiką Mali T720 MP2    | wbudowana 32 GB RAM - 3 GB          | tył 13 Mpx prz. 8 Mpx           | _                    | [ 193 ] |
| Xperia XZ2         | 153 x 72 x 11,1 | 198 g | ? ?                                             | 5,7" 424 ppi | Qualcomm Snapdragon 845 ośmiordzeniowy 2,8 Ghz z grafiką Adreno 630 | wbudowana 64 GB RAM - 4 GB          | tył 19 Mpx prz. 5 Mpx           | odporność IP68       | [ 194 ] |
| Xperia XZ2 Compact | 135 x 65 x 12,1 | 168 g | ? ?                                             | 5" 483 ppi   | Qualcomm Snapdragon 845 ośmiordzeniowy 2,8 Ghz z grafiką Adreno 630 | wbudowana 64 GB RAM - 4 GB          | tył. 19 Mpx prz. 5 Mpx          | odporność IP68       | [ 195 ] |
| Xperia XZ2 Premium | 158 x 80 x 11,9 | 236 g | ? ?                                             | 5,8" 760 ppi | Qualcomm Snapdragon 845 ośmiordzeniowy 2,8 Ghz z grafiką Adreno 630 | wbudowana 64 GB RAM - 6 GB          | tył 19 Mpx / 12 Mpx prz. 13 Mpx | odporność IP68       | [ 196 ] |
| Xperia XA2 Plus    | 157 x 75 x 9,6  | 205 g | ? ?                                             | 6" 463 ppi   | Qualcomm Snapdragon 630 ośmiordzeniowy 2,2 Ghz z grafiką Adreno 508 | wbudowana 32 / 64 GB RAM - 4 / 6 GB | tył 23 Mpx prz. 8 Mpx           | -                    | [ 197 ] |
| Xperia XZ3         | 158 x 73 x 9,9  | 193 g | ? ?                                             | 6" 537 ppi   | Qualcomm Snapdragon 845 ośmiordzeniowy 2,8 Ghz z grafiką Adreno 630 | wbudowana 64 GB RAM - 4 / 6 GB      | tył 19 Mpx prz. 13 Mpx          | odporność IP68       | [ 198 ] |

### 2019
| model     | wymiary (mm)   | masa  | maksymalny czas czuwania maksymalny czas rozmów | wyświetlacz  | procesor                                                                | pamięć                           | aparat cyfrowy                          | dodatkowe informacje                                                    | źródło  |
| --------- | -------------- | ----- | ----------------------------------------------- | ------------ | ----------------------------------------------------------------------- | -------------------------------- | --------------------------------------- | ----------------------------------------------------------------------- | ------- |
| Xperia 1  | 167 x 72 x 8,2 | 178 g | brak danych                                     | 6,5" 643 ppi | Qualcomm Snapdragon 855 ośmiordzeniowy 2,84 Ghz z grafiką Adreno 640    | wbudowana 64 / 128 GB RAM - 6 GB | tył 12 Mpx / 12 Mpx / 12 Mpx prz. 8 Mpx | wodo i pyłoszczelność IP65, IP68                                        | [ 199 ] |
| Xperia L3 | 154 x 72 x 8,9 | 156 g | brak danych                                     | 5,7" 303 ppi | MediaTek Helio P22 MT6762 ośmiordzeniowy 2 Ghz z grafiką PowerVR GE8320 | wbudowana 32 GB RAM - 3 GB       | tył 13 Mpx / 2 Mpx prz. 8 Mpx           | inna nazwa: I3312, I3322                                                | [ 200 ] |
| Xperia 10 | 156 x 68 x 8,4 | 162 g | brak danych                                     | 6" 422 ppi   | Qualcomm Snapdragon 630 ośmiordzeniowy 2,2 Ghz z grafiką Adreno 508     | wbudowana 64 GB RAM - 3 GB       | tył 13 Mpx / 5 Mpx prz. 8 Mpx           | inna nazwa: I3313, I4113, I4193, I3123                                  | [ 201 ] |
| Xperia 8  | 158 x 69 x 8,1 | 170 g | 690/680/610 godz. 700/1530/1560 min.            | 6" 457 ppi   | Qualcomm Snapdragon 630 ośmiordzeniowy 2,2 Ghz z grafiką Adreno 508     | wbudowana 64 GB RAM - 4 GB       | tył 12 Mpx / 8 Mpx prz. 8 Mpx           | wodo i pyłoszczelność IP65, IP68                                        | [ 202 ] |
| Xperia 5  | 158 x 68 x 8,2 | 164 g | brak danych                                     | 6,1" 449 ppi | Qualcomm Snapdragon 855 ośmiordzeniowy 2,84 Ghz z grafiką Adreno 640    | wbudowana 128 GB RAM - 6 GB      | tył 12 Mpx / 12 Mpx / 12 Mpx prz. 8 Mpx | inna nazwa: J8210, J8270, J9210, J9260 wodo i pyłoszczelność IP65, IP68 | [ 203 ] |

### 2020
| model        | wymiary (mm)   | masa  | maksymalny czas czuwania maksymalny czas rozmów | wyświetlacz   | procesor                                                                     | pamięć                            | aparat cyfrowy                          | dodatkowe informacje                                                   | źródło  |
| ------------ | -------------- | ----- | ----------------------------------------------- | ------------- | ---------------------------------------------------------------------------- | --------------------------------- | --------------------------------------- | ---------------------------------------------------------------------- | ------- |
| Xperia L4    | 159 x 71 x 8,7 | 178 g | brak danych                                     | 6,2" 295 ppi  | MediaTek Helio P22 MT6762 ośmiordzeniowy 2 Ghz z grafiką PowerVR GE8320 @650 | wbudowana 64 / 128 GB RAM - 3 GB  | tył 13 Mpx / 5 Mpx / 2 Mpx prz. 8 Mpx   |                                                                        | [ 204 ] |
| Xperia 1 II  | 166 x 72 x 7,9 | 181 g | brak danych                                     | 6,5" 643 ppi  | Qualcomm Snapdragon 865 ośmiordzeniowy 2,84 Ghz z grafiką Adreno 650         | wbudowana 256 GB RAM - 8 / 12 GB  | tył 12 Mpx / 12 Mpx / 12 Mpx prz. 8 Mpx | inna nazwa: XQ-AT51, XQ-AT52, XQ-AT42 wodo i pyłoszczelność IP65, IP68 | [ 205 ] |
| Xperia 10 II | 157 x 69 x 8,2 | 151 g | brak danych                                     | 6" 457 ppi    | Qualcomm Snapdragon 665 ośmiordzeniowy 2 Ghz z grafiką Adreno 610            | wbudowana 128 GB RAM - 4 GB       | tył 12 Mpx / 8 Mpx / 8 Mpx prz. 8 Mpx   | wodo i pyłoszczelność IP65, IP68                                       | [ 206 ] |
| Xperia 5 II  | 158 x 69 x 8   | 163 g | brak danych                                     | 6,10" 449 ppi | Qualcomm Snapdragon 865 ośmiordzeniowy 2,84 Ghz z grafiką Adreno 650         | wbudowana 128 / 256 GB RAM - 8 GB | tył 12 Mpx / 12 Mpx / 12 Mpx prz. 8 Mpx | wodo i pyłoszczelność IP65, IP68                                       | [ 207 ] |

### 2021
| model         | wymiary (mm)   | masa  | maksymalny czas czuwania maksymalny czas rozmów | wyświetlacz   | procesor                                                                       | pamięć                             | aparat cyfrowy                          | dodatkowe informacje                                 | źródło  |
| ------------- | -------------- | ----- | ----------------------------------------------- | ------------- | ------------------------------------------------------------------------------ | ---------------------------------- | --------------------------------------- | ---------------------------------------------------- | ------- |
| Xperia 1 III  | 165 x 71 x 8,2 | 186 g | brak danych                                     | 6,5" 643 ppi  | Qualcomm Snapdragon 888 ośmiordzeniowy 2,84 Ghz z grafiką Adreno 660           | wbudowana 256 / 512 GB RAM - 12 GB | tył 12 Mpx / 12 Mpx / 12 Mpx prz. 8 Mpx | wodo i pyłoszczelność IP65, IP68                     | [ 208 ] |
| Xperia 5 III  | 157 x 68 x 8,2 | 168 g | brak danych                                     | 6,10" 449 ppi | Qualcomm Snapdragon 888 ośmiordzeniowy 2,84 Ghz z grafiką Adreno 660           | wbudowana 128 /256 GB RAM - 8 GB   | tył 12 Mpx / 12 Mpx / 12 Mpx prz. 8 Mpx | inna nazwa: XQ-AT51 wodo i pyłoszczelność IP65, IP68 | [ 209 ] |
| Xperia 10 III | 154 x 68 x 8,3 | 169 g | brak danych                                     | 6" 449 ppi    | Qualcomm Snapdragon 690 ośmiordzeniowy 2 Ghz z grafiką Adreno 619L             | wbudowana 128 GB RAM - 6 GB        | tył 12 Mpx / 8 Mpx / 8 Mpx prz. 8 Mpx   | wodo i pyłoszczelność IP65, IP68                     | [ 210 ] |
| Xperia Ace II | 140 x 69 x 8,9 | 159 g | brak danych                                     | 5,50" 302 ppi | MediaTek Helio P35 MT6765 ośmiordzeniowy 2,3 Ghz z grafiką PowerVR GE8320 @680 | wbudowana 64 GB RAM - 4 GB         | tył 13 Mpx / 2 Mpx prz. 8 Mpx           | wodo i pyłoszczelność IP65, IP68                     | [ 211 ] |